# Kazalište u 1835.
◄◄ | ◄ | 1832. | 1833. | 1834. | 1835.  | 1836. | 1837. | 1838. | ► | ►►
Arhitektura • Astronomija • Biologija • Glazba • Kazalište • Kemija • Kiparstvo • Knjige • Književnost • Kršćanstvo • Meteorologija • Medicina • Politika • Pravo • Promet • Slikarstvo • Šport • Znanost • Željeznički promet
Kazalište u 1835.

## Hrvatska i u Hrvata

### Rođenja
- Marija Akačić, hrvatska kazališna glumica († 1902.)

## Vanjske poveznice
|  | Zajednički poslužitelj ima još gradiva o temi Kazalište u 1835. |